# Litauische Eishockeyliga 1996/97
Die Saison 1996/97 war die sechste Spielzeit der litauischen Eishockeyliga, der höchsten litauischen Eishockeyspielklasse. Meister wurde zum insgesamt sechsten Mal in der Vereinsgeschichte der SC Energija.

## Modus
In der Hauptrunde absolvierte jede der vier Mannschaften insgesamt 18 Spiele. Der Erstplatzierte der Hauptrunde traf im Meisterschaftsfinale auf den für dieses direkt qualifizierte SC Energija. Für einen Sieg erhielt jede Mannschaft zwei Punkte, bei einem Unentschieden gab es ein Punkt und bei einer Niederlage null Punkte.

## Hauptrunde
|    | Klub                  | Sp | S  | U | N  | Tore   | Punkte |
| -- | --------------------- | -- | -- | - | -- | ------ | ------ |
| 1. | Poseidonas Elektrenai | 18 | 12 | 2 | 4  | 87:62  | 26     |
| 2. | Germantas Telsiai     | 18 | 9  | 2 | 7  | 70:53  | 20     |
| 3. | Nemunas Rokiškis      | 18 | 7  | 0 | 11 | 72:79  | 14     |
| 4. | Vyltis Elektrenai     | 18 | 6  | 0 | 12 | 67:102 | 12     |

Sp = Spiele, S = Siege, U = unentschieden, N = Niederlagen, OTS = Overtime-Siege, OTN = Overtime-Niederlage, SOS = Penalty-Siege, SON = Penalty-Niederlage

## Playoffs

### Spiel um Platz 3
- Germantas Telsiai – Nemunas Rokiškis 4:4/3:4

### Finale
- SC Energija – Poseidonas Elektrenai 16:2/16:0